# کریسمس هرکول پوآرو
کریسمس هرکول پوآرو (به انگلیسی: Hercule Poirot's Christmas) رمانی جنایی اثر آگاتا کریستی است.
این کتاب که از مجموعه داستان‌های پوآرو می‌باشد در تاریخ ۱۹ سپتامبر ۱۹۳۸ در بریتانیا توسط انتشارات کولینز کرایم کلوب و در فوریه ۱۹۳۹ در آمریکا توسط انتشارات داد، مید اند کمپانی با نام قتل در کریسمس به چاپ رسیده است.
قیمت کتاب در بریتانیا ۷ شلینگ و شش پنسی و در آمریکا ۲ دلار بوده‌است.